# Noah Segan
Noah Segan (New York, 5 ottobre 1983) è un attore statunitense.

## Filmografia

### Cinema
- Myron's Movie, regia di Maggie Soboil (2004)
- Self Medicated, regia di Monty Lapica (2005)
- Adam & Steve, regia di Craig Chester (2005)
- Waterborne, regia di Ben Rekhi (2005)
- Brick - Dose mortale (Brick), regia di Rian Johnson (2005)
- L'ultimo messia (The Visitation), regia di Robby Henson (2006)
- Still Green, regia di Jon Artigo (2007)
- What We Do Is Secret, regia di Rodger Grossman (2007)
- The Brothers Bloom, regia di Rian Johnson (2008)
- Deadgirl, regia di Marcel Sarmiento, Gadi Harel (2008)
- The Box Collector, regia di John Daly (2008)
- Chain Letter, regia di Deon Taylor (2010)
- Cabin Fever 2 - Il contagio (Cabin Fever 2: Spring Fever), regia di Ti West (2009)
- Qualcuno bussa alla porta (Someone's Knocking at the Door), regia di Chad Ferrini (2009)
- Fanboys, regia di Kyle Newman (2009)
- The Hessen Affair, regia di Paul Breuls (2009)
- Undocumented, regia di Chris Peckover (2010)
- Swerve, regia di Brendan Gabriel Murphy – cortometraggio (2010)
- All About Evil, regia di Joshua Grannell (2010)
- Quit, regia di Dick Rude (2010)
- Guadalupe the Virgin, regia di Victoria Giordana (2011)
- Transmission, regia di Andrew David Fox – cortometraggio (2011)
- The Frozen, regia di Andrew Hyatt (2012)
- Looper, regia di Rian Johnson (2012)
- Starry Eyes, regia di Kevin Kölsch, Dennis Widmyer (2014)
- Il redentore - Redeemer (Reedemer), regia di Ernesto Díaz Espinoza (2014)
- Cena con delitto - Knives Out (Knives Out), regia di Rian Johnson (2019)
- The Pale Door, regia di Aaron B. Koontz (2020)
- Glass Onion: Knives Out (Glass Onion: A Knives Out Mystery), regia di Rian Johnson (2022)

### Televisione
- Quando si ama (Loving) – serie TV (1983)
- The Baby-Sitters Club – serie TV, episodio 1x09 (1990)
- Grace Under Fire – serie TV, episodio 1x01 (1993)
- Sposati... con figli (Married... with Children) – serie TV, episodio 9x28 (1995)
- Kablam! – serie TV, 48 episodi (1996-2000)
- CSI - Scena del crimine (CSI: Crime Scene Investigation) – serie TV, episodio 4x03 (2003)
- Dawson's Creek – serie TV, episodio 6x15 (2003)
- NCIS - Unità anticrimine (NCIS) – serie TV, episodio 1x13 (2004)
- Il tempo della nostra vita (Days of Our Lives) – soap opera, 7 episodi (2007)
- Dr. House - Medical Division (House, M.D.) – serie TV, episodio 6x18 (2010)
- Breaking Bad – serie TV, episodio 5x14 (2013)

Videoclip
- The One - Foo Fighters (2002)

## Doppiatori italiani
Nelle versioni in italiano delle opere in cui ha recitato, Noah Segan è stato doppiato da:
- Andrea Mete in Dr. House - Medical Division
- Simone Crisari in Cena con delitto - Knives Out
- Luigi Ferraro in Single Parents
- Paolo Vivio in Glass Onion: Knives Out